# Universitat de Würzburg

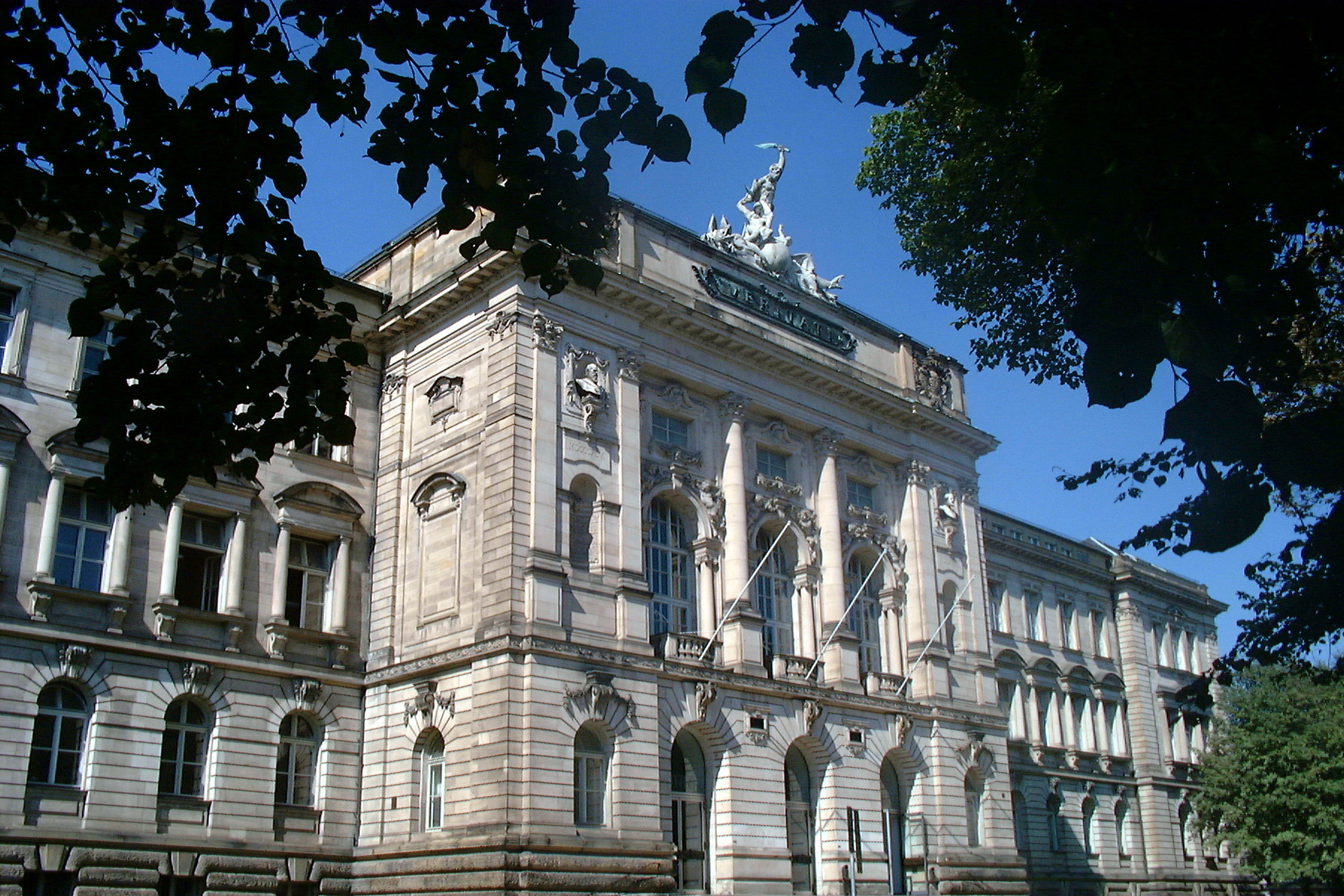
Neue Universität edifici construït el 1896

La Julius-Maximilians-Universität de Würzburg és una de les universitats amb major tradició a Alemanya. Fou fundada el 10 de desembre de 1402 pel príncep bisbe Johann von Egloffstein com a "Escola superior de Würzburg". Fou la sisena universitat fundada en l'àmbit germà (després de la de Praga, Heidelberg, Colònia i Erfurt), i la primera de Baviera.

## Facultats
En la refundació de 1582 s'establiren les facultats de teologia i filosofia, a les quals van seguir la de dret i medicina. El 1937 sorgí de la facultat de filosofia la de matemàtiques i ciències naturals, el 1968 la d'economia, el 1972 la de pedagogia. A la reforma de 1974 l'estructura fou completament alterada.
L'ordre actual és el següent:
- 1. Facultat de Teologia Catòlica
- 2. Facultat de Dret
- 3. Facultat de Medicina
- 4. Facultat de Filosofia I (Ciències Històriques, Filològiques, Culturals i Geogràfiques)
- 5. Facultat de Filosofia II (Filosofia, Psicologia, Ciències Educaties i Socials)
- 6. Facultat de Biologia
- 7. Facultat de Química i Farmàcia
- 8. Facultat de Matemàtica i Informàtica
- 9. Facultat de Física i Astronomia
- 10. Facultat d'Economia

## Professors destacats
- Osward Külpe: psicòleg
- Wilhelm Conrad Röntgen: físic
- Friedrich Schelling: filòsof